# Waadtländer Voralpen

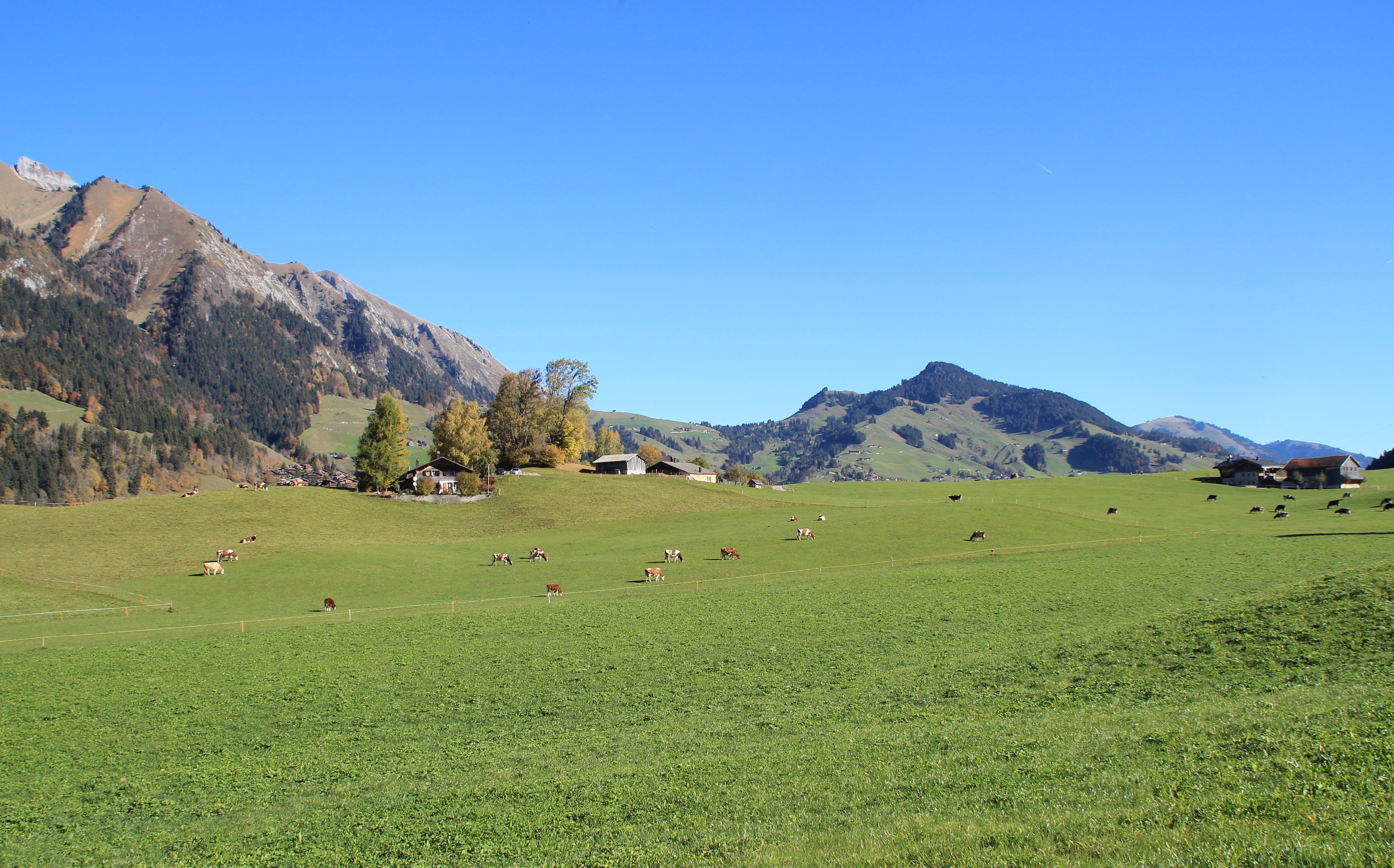
Bei Château-d’Oex

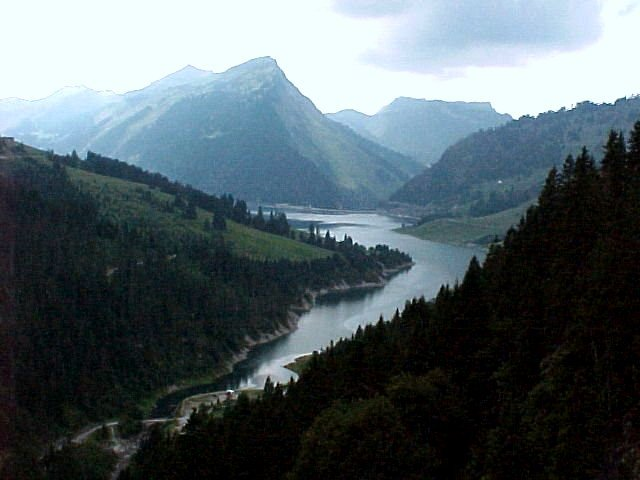
Lac de l'Hongrin

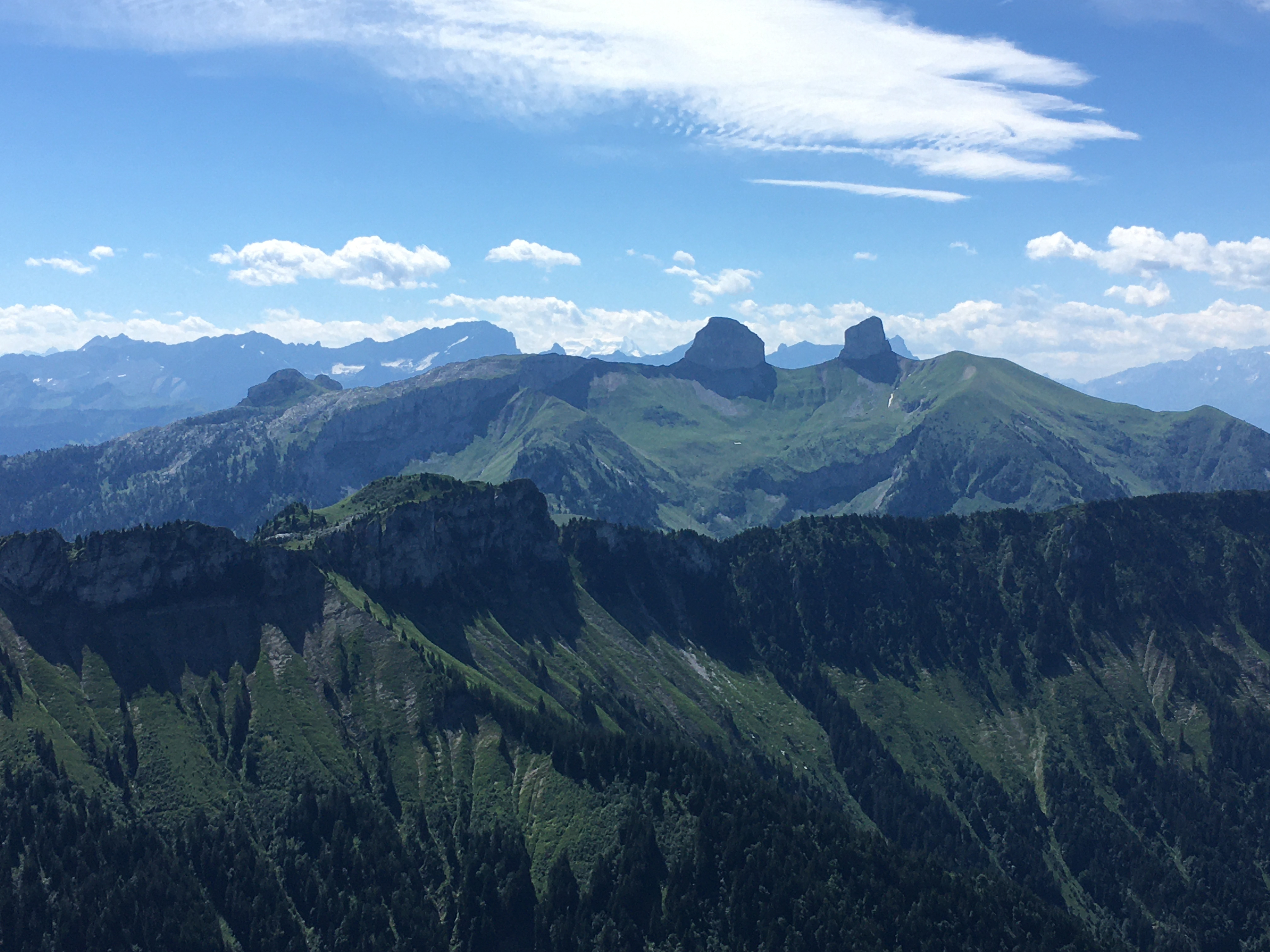
Blick von den Rochers de Naye auf Tour d'Ai und Tour de Mayen

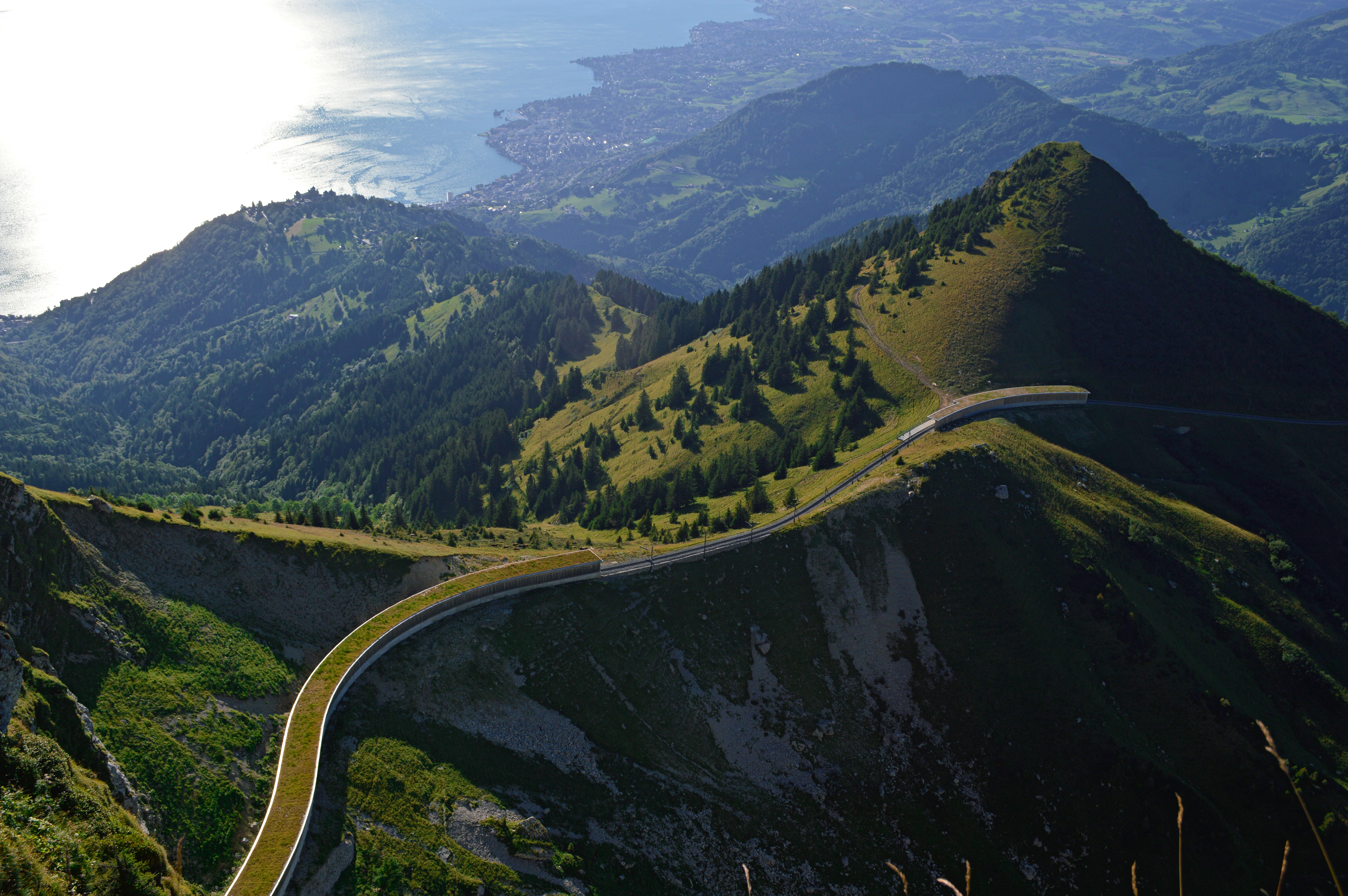
Die Zahnradbahn auf die Rochers de Naye

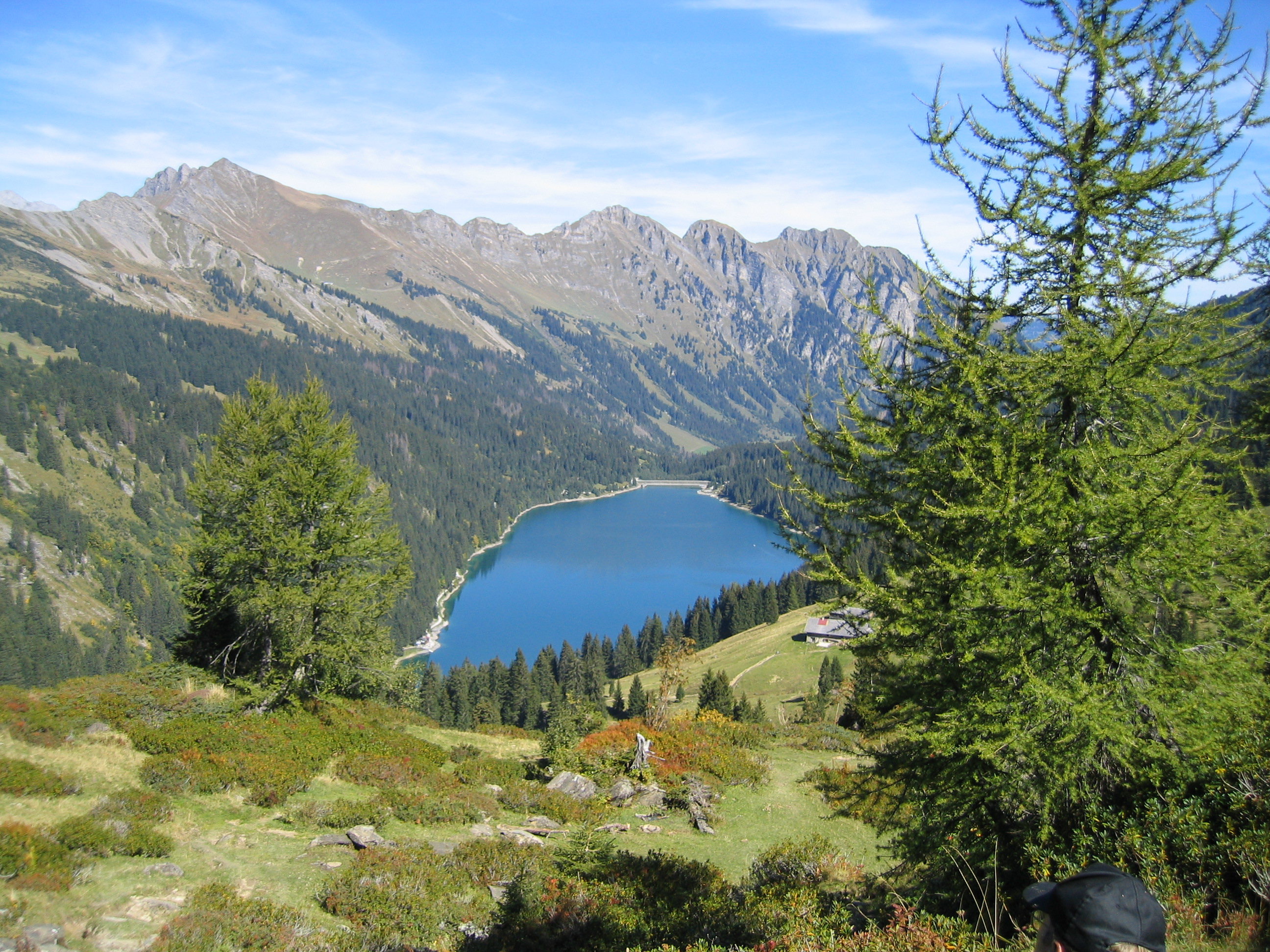
Arnensee vor (v.l.) Witteberghore, Furggespitz, Staldehore und Staldeflüe

Mit Waadtländer Voralpen bezeichnet man die Voralpen im Schweizer Kanton Waadt. Sie sind Teil der Waadtländer Alpen und Voralpen, die im Alpinführer Guide des Alpes et Préalpes vaudoises des Schweizer Alpen-Club beschrieben werden.
Nach der SOIUSA-Kategorisierung sind die Waadtländer Voralpen die Obergruppe 14.I.A. Sie gehören zum Unterabschnitt 14.I. der Waadtländer und Freiburger Voralpen.

## Abgrenzung nach SOIUSA
Die  Waadtländer Voralpen grenzen:
- im Norden an die Freiburger Voralpen, getrennt durch  (von West nach Ost) den Col de Jaman,  den Hongrin und die Saane
- im Westen an den Genfersee und das Rhonetal
- im Osten an die Berner Voralpen, getrennt durch die Saane
- im Süden an die Waadtländer Alpen, begrenzt durch (von West nach Ost) das Tal der Gryonne, Col de la Croix, Dar und Col du Pillon

Die Abgrenzung nach SOIUSA ist ein Beispiel für eine Gebirgsgruppendefinition, die sich nicht stringent an der Prominenzsystematik der Gebirgslandschaft orientiert. Gemäß dieser gehören Le Chamossaire und Chaux Ronde zum Massiv der Diablerets in den Waadtländer Alpen, mit dem sie nach Osten hin über einen Kamm verbunden sind. Aufgrund ihres Voralpencharakters wurden die Berge jedoch den Waadtländer Voralpen zugeordnet. Umgekehrt wurden die Massive von Vanil des Artses, Dent de Lys und Moléson aufgrund ihrer Lage im Kanton Freiburg den Freiburger Voralpen zugeschlagen, obwohl sie die Fortsetzung des Grates von den Rochers de Naye nach Norden darstellen und ohne Gratanbindung zur Hauptgruppe der Freiburger Voralpen sind.

## Geographie
Die  Waadtländer Voralpen liegen zwischen den Orten Montreux, Aigle, Les Diablerets, Gstaad, Saanen und Château-d’Oex. Die wichtigsten Berge sind Le Tarent, Gummfluh, Tour d’Aï, Tour de Mayen und die Rochers de Naye. Am Pass Col des Mosses, der die Gebirgsgruppe in eine West- und eine Osthälfte gliedert, und östlich des Berges Gros Van befindet sich das Skigebiet Espace Nordique. Die wichtigsten Flüsse innerhalb der Waadtländer Voralpen sind die Grande Eau, die vom Bergmassiv Les Diablerets nach Westen in die Rhone fliesst, und die Torneresse, die nördlich der Gipfel Cape au Moine und Arnehore entspringt und nach Nordwesten der Saane zufliesst. Zudem sind zwei Stauseen zu nennen: den Lac de l'Hongrin, der über den Fluss Hongrin in die Saane entwässert, und den deutlich kleineren Arnesee im Osten der Gebirgsgruppe, der über den Tschärzisbach ebenfalls in die Saane entwässert. Überwiegend sind die Waadtländer Voralpen Bestandteil des Parc naturel régional Gruyère Pays-d’Enhaut. Lediglich der Süden und der äusserste Osten der Gebirgsgruppe mit ausgedehnten Wintersportgebieten liegen ausserhalb des Naturparks.

## Gipfel
Die Gipfel mit einer Höhe über 2200 m
- Le Tarent – 2548 m (Sh: 1002 m); Nordgipfel L'Aiguille: 2412 m (Sh: ca. 15 m)
- La Pare (La Para) – 2540 m (Sh: 89 m)
- Châtillon (Le Taron) – 2478 m (Sh: 103 m); Nordgipfel: 2327 m (Sh: ca. 38 m)
- Gummfluh – 2458 m (Sh: 575 m)
- Pointes de Sur Combe – 2393 m (Sh: 95 m); Oberer Ostgipfel: ca. 2390 m (Sh: ca. 15 m)
- Cape au Moine – 2352 m (Sh: 200 m)
- Pic Chaussy – 2351 m (Sh: 113 m)
- Witteberghore – 2350 m  (Sh: 464 m); Mittelgipfel (Doppelturm): ca. 2350 m und ca. 2345 m (Sh: ca. 28 m); Nordgipfel Rots Hore: 2324 m (Sh: ca. 18 m)
- Tour d’Aï – 2331 m  (Sh: 886 m)
- Tour de Mayen – 2327 m  (Sh: 185 m)
- Pointe des Semillets (Pointe des Semeleys) – 2327 m (Sh: 68 m); Westgipfel: 2293 m (Sh: ca. 20 m)
- Pointe du Vey (Südostgipfel der Cape au Moine) – 2321 m (Sh: ca. 52 m)
- Brecaca – 2319 m (Sh: ca. 60 m); Südgipfel: ebenfalls 2319 m
- Pointe de la Chenau – 2308 m (Sh: ca. 35 m); südwestlich des Châtillon gelegen.
- Furggespitz – 2297 m (Sh: 157 m)
- Le Biolet – 2293 m (Sh: 148 m); Südgipfel: 2261 m (Sh: ca. 15 m)
- Le Rubli (La Videmanette) – 2284 m (Sh: 251 m)
- Staldehore – 2262 m (Sh: ca. 85 m)
- La Chaux – 2261 m (Sh: 55 m)
- Rocher Plat (La Videmanette) – 2257 m (Sh: 137 m)
- Staldeflüe – 2250 m (Sh: ca. 85 m); Mittelgipfel: ca. 2245 m (Sh: ca. 15 m); Südostgipfel: 2245 m (Sh: ca. 20 m)
- Rocher à Pointes (La Videmanette) – 2239 m (Sh: 111 m)
- Arnehore – 2211 m (Sh: 134 m); Südgipfel Floriette: 2199 m (Sh: ca. 15 m)

Weitere Gipfel
- Gros Van – 2189 m (Sh: 529 m); bildet mit dem südwestlich gelegenen Mont d'Or (2175 m; Sh: 77 m) einen Doppelgipfel.
- Tête à Josué (Les Arpilles) – 2131 m (Sh: 254 m)
- Le Chamossaire – 2113 m (Sh: 380 m)
- Rocher du Midi – 2097 m (Sh: 243 m)
- Rochers de Naye – 2042 m (Sh: 582 m)
- Chaux Ronde – 2028 m (Sh: 223 m); Südwestgipfel: 2010 m (Sh: ca. 56 m); Crêt des Moulettes (Ostgrat): 1993 m (Sh: 39 m)
- Pointe d'Aveneyre – 2027 m (Sh: 405 m); bildet mit dem nordöstlich gelegenen Pt. 2011 m (Sh: ca. 115 m) einen Doppelgipfel.
- Dent de Corjon – 1967 m (Sh: 580 m)
- Planachaux – 1926 m (Sh: 289 m); Südwestgipfel: 1888 m (Sh: ca. 42 m)
- Corne des Brenlaires – 1879 m (Sh: ca. 210 m)
- Dent de Jaman – 1875 m (Sh: ca. 133 m)
- Monts Chevreuils – 1749 m (Sh: 262 m)

Anmerkung: «Schartenhöhe» wird mit Sh abgekürzt.